# Knivsås-Borelund
Knivsås-Borelund är ett naturreservat och natura 2000-område i Lunds kommun i Skåne län.
Området är naturskyddat sedan 1994 och är 159 hektar stort. Reservatet ligger kring rullstensåsen Knivsåsen klädd med bokskog. Stenbrottet som finns i reservatet var i bruk fram till 1958. Här bröts en rödaktig gnejs som ger väggarna i brottet en karaktäristisk färg. Idag är stenbrottet vattenfyllt. I öster finns en enefälad.